# Stanislas Wawrinka
Stanislas (Stan) Wawrinka (Lausanne, 28 maart 1985) is een Zwitserse tennisser. Hij is prof sinds 2002. Hij kwam in 2005 voor het eerst de top 100 binnen en in 2006 voor het eerst de top 50. In 2008 bereikte hij voor het eerst de top 10. Zijn hoogste plaats op de ATP-ranglijst is de 3e, die hij voor het eerst behaalde op 27 januari 2014. Wawrinka is een allround tennisser en kan op alle baansoorten goed uit te voeten, getuige zijn drie verschillende Grandslamzeges. In 2014 won hij het Australian Open, in 2015 Roland Garros en in 2016 het US Open. Opvallend is dat hij tijdens al deze triomfen op zijn pad naar de eindzege de nummer een van de wereld versloeg.
Wawrinka schreef in zijn carrière tot nu toe zestien enkelspeltoernooien en twee dubbelspeltoernooien op zijn naam, waaronder ook het ATP-toernooi van Monte Carlo, waar hij in de finale Roger Federer in drie sets de baas was, en liefst viermaal het ATP-toernooi van Chennai. In 2015 won Wawrinka het ATP-toernooi van Rotterdam. Hij won ook zes challengers in het enkelspel. Wawrinka won samen met zijn landgenoot Roger Federer de gouden medaille in het dubbelspel op de Olympische Spelen van Peking in 2008. Ook won hij met Zwitserland de Davis Cup in 2014 ten koste van Frankrijk.

## Carrière

### Jaarverslagen

#### Junioren
Wawrinka startte op 14-jarige leeftijd op het internationale juniortenniscircuit. Hij stopte op vijftienjarige leeftijd met school en nam vanaf toen deel aan satelliettoernooien. Hij werd proftennisser in 2002. In 2003 wist hij als 18-jarige de juniorentitel op Roland Garros te winnen. Wawrinka sloot 2003 af als nummer 14 op de wereldranglijst voor junioren. Vanaf zijn achtste jaar, werd hij gecoacht door Dimitri Zavialoff. Hun samenwerking stopte na Wimbledon 2010.

#### 2003 - 2004
In juli 2003 speelde Wawrinka zijn eerste match op ATP-niveau, op het ATP-toernooi van Gstaad. Hij verloor in de eerste ronde van Jean-René Lisnard. Een week later boekte hij zijn eerste zege in een ATP-toernooi toen hij in de eerste ronde van het ATP-toernooi van Amersfoort de Amerikaan Hugo Armando versloeg. Wawrinka strandde een ronde later tegen Raemon Sluiter. In augustus won hij zijn eerste twee challengers, in San Benedetto en Genève.
In april 2004 won Wawrinka zijn derde challenger, in Barcelona. Hij versloeg er in de finale de Belg Kristof Vliegen. In juli stond hij op het ATP-toernooi van Gstaad in zijn eerste ATP-dubbelspelfinale. In augustus won hij voor het tweede jaar op rij de challenger van Genève. Ook daar versloeg hij een Belg in de finale, namelijk Christophe Rochus.

#### 2005
Door zijn kwartfinale op het ATP-toernooi van Barcelona kwam Wawrinka in april voor het eerst binnen in de top 100. In mei nam hij deel aan zijn eerste grandslamtoernooi. Op Roland Garros bereikte hij meteen de derde ronde, die hij verloor van de uiteindelijk verliezend finalist Mariano Puerta. Op Wimbledon lag Wawrinka er al in de openingsronde uit. Begin juli bereikte hij zijn eerste ATP-finale, in Gstaad, die hij verloor van Gastón Gaudio. Op het US Open bereikte hij de derde ronde. Het najaar van 2005 was weinig succesvol. Hij sloot het jaar voor het eerst af in de top 100, op plaats 55.

#### 2006
In januari 2006 bereikte Wawrinka de halve finale op het ATP-toernooi van Auckland. Een week later, op het Australian Open werd hij in de tweede ronde uitgeschakeld door David Nalbandian. In april deed hij het beter dan in 2005 door de halve finale in Barcelona te halen. Op Roland Garros werd hij echter al in de eerste ronde uitgeschakeld, opnieuw door Nalbandian. Op Wimbledon bereikte hij de derde ronde. In juli won Wawrinka zijn eerste ATP-titel door in de finale in Umag Novak Đoković te verslaan, die zich terugtrok met ademhalingsproblemen. Hij kwam die zomer ook voor het eerst binnen in de top 50. Op het US Open bereikte hij net zoals in 2005 de derde ronde. In het najaar bereikte hij nog de kwartfinale in Wenen en de halve finale in Bazel. Hij sloot het jaar voor het eerst af in de top 50, op plaats 30.

#### 2007
Het voorjaar van 2007 kende weinig uitschieters, mede door het feit dat hij er van midden januari tot begin mei uit lag met een knieblessure. Op het Australian Open bereikte Wawrinka de derde ronde, op Roland Garros de tweede en op Wimbledon lag hij er al in de eerste ronde uit. In juli behaalde hij zijn eerste goede resultaat van het jaar door in Stuttgart de finale te halen. Hij verloor die van Rafael Nadal. Eind augustus bereikte hij de kwartfinale in New Haven. Zijn goede vorm zette zich door naar het US Open, waar hij de vierde ronde bereikte, zijn beste resultaat op een grandslamtoernooi tot dan toe. In het najaar bereikte hij nog de finale van het ATP-toernooi van Wenen, die hij verloor van Novak Đoković. Wawrinka sloot 2007 af op de 36e plaats.

#### 2008
2008 startte goed voor Wawrinka met een finaleplaats in Doha. Hij moest echter de duimen leggen voor de Brit Andy Murray. Op het Australian Open lag hij er echter al vroeg uit, toen hij in de tweede ronde opgaf met een buikspierblessure. In maart bereikte hij de kwartfinale op het Masterstoernooi van Indian Wells. Eind april-begin mei bereikte hij de halve finale in Barcelona en de finale van het Masterstoernooi van Rome, die hij verloor van Đoković. Hierdoor steeg Wawrinka 14 plaatsen op de wereldranglijst en kwam hij op 12 mei voor de eerste maal in zijn carrière binnen in de mondiale top 10. Op Roland Garros bereikte hij de derde ronde en op Wimbledon de vierde, zijn beste resultaat op dat toernooi tot dan toe. In juli bereikte Wawrinka de halve finale in Gstaad. Hij nam die zomer ook deel aan de Olympische Spelen in Peking. In het enkelspel werd hij in de tweede ronde uitgeschakeld, maar in het dubbel werd Wawrinka samen met zijn landgenoot Roger Federer olympisch kampioen. Het duo versloeg in de halve finale het toenmalig nummer één-koppel van de wereld Bob en Mike Bryan. Op het US Open bereikte hij net zoals het jaar ervoor de vierde ronde. Het najaar telde geen echt grote resultaten. Wawrinka sloot het jaar voor het eerst af in de top 20, op plaats 13.

#### 2009
Tijdens het Australian Open wist Wawrinka niet verder te komen dan de 3e ronde. Ook op Roland Garros werd hij in de derde ronde verslagen. Op Wimbledon bereikte hij de vierde ronde. Tussendoor had hij in april de halve finale bereikt van het Masterstoernooi van Monte Carlo en in juni de challenger van Lugano op zijn naam geschreven. Tijdens de zomer kende Wawrinka geen grote successen. Op het US Open werd hij zelfs in de openingsronde uitgeschakeld. In het najaar bereikte hij nog twee kwartfinales, in Tokio en Bazel. Hij sloot het jaar af op de 21e plaats.

#### 2010

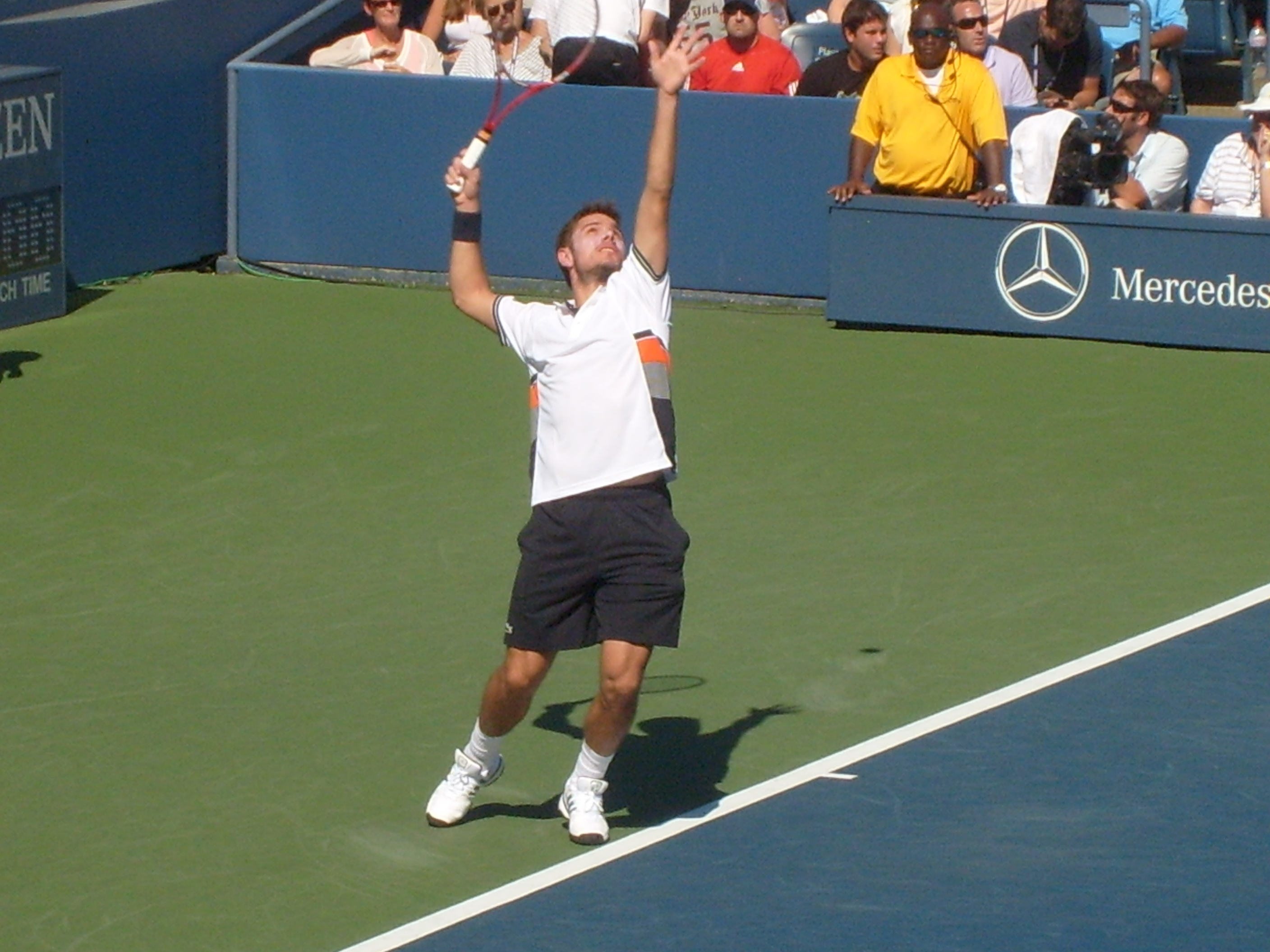
Wawrinka slaat op tijdens zijn verrassende overwinning op Andy Murray in de derde ronde van het US Open van 2010

Het seizoen van Wawrinka begon goed met een finaleplaats in Chennai (verlies tegen Marin Čilić). Op het Australian Open verloor hij in de derde ronde van diezelfde Cilic. In april won hij het tweede toernooi van zijn carrière door in de finale van het ATP-toernooi van Casablanca de Roemeen Victor Hănescu te verslaan. In de aanloop naar Roland Garros bereikte hij nog de derde ronde op de Masterstoernooien van Monte Carlo en Madrid, de kwartfinale op het Masterstoernooi van Rome en de halve finale in Belgrado. Op Roland Garros bereikte hij de vierde ronde. Net voor Wimbledon verdedigde hij met succes zijn titel op de challenger van Lugano. Op Wimbledon verging het hem echter minder goed en werd hij in de eerste ronde uitgeschakeld. Op het US Open verging het hem veel beter en bereikte hij de kwartfinale, waarin hij werd uitgeschakeld door de Rus Michail Joezjny. Deze kwartfinale was zijn beste resultaat op een grandslamtoernooi tot dan toe. Wawrinka's beste resultaten van het najaar waren een kwartfinale in Stockholm en de derde ronde op de Masters van Parijs. Hij sloot het jaar net zoals in 2009 af op plaats 21.

#### 2011
2011 startte sterk voor Wawrinka, met winst op het ATP-toernooi van Chennai en een kwartfinale op het Australian Open, zijn beste resultaat op dit grandslamtoernooi tot dan toe. Hij zette zijn sterke vorm door met een halve finale in Buenos Aires, en kwartfinales in Acapulco en op de Masters van Indian Wells, waar hij samen met Roger Federer ook de finale van het dubbelspel bereikte. Op Roland Garros bereikte hij net zoals in 2010 de vierde ronde, maar op Wimbledon verloor hij in de tweede ronde. Na Wimbledon ging het wat minder. Zijn beste resultaten waren de kwartfinale in Gstaad en op het Masterstoernooi van Montréal tijdens de zomer en de halve finale in Bazel in november. Op het US Open verloor hij in de tweede ronde. Hij sloot het jaar wel voor de tweede keer in zijn carrière af in de top 20, op plaats 17.

#### 2012
Op het Australian Open van 2012 bereikte Wawrinka de derde ronde, hierin verloor hij van de toenmalige nummer tien van de wereld, Nicolás Almagro. Mede door het verliezen van deze wedstrijd zakte Wawrinka tijdelijk uit de top 25 van de wereld. Bij het Masterstoernooi van Monte Carlo bereikte Wawrinka de kwartfinale en in het ATP-toernooi van Estoril de halve finale, waardoor zijn positie bij de beste 25 van de wereld heroverd werd. Tijdens Roland Garros 2012 bereikte Wawrinka de vierde ronde door onder meer Gilles Simon te verslaan. Rafael Nadal zorgde er echter voor dat hij zijn beste resultaat op een grandslam niet kon evenaren.

#### 2014
Op het Australian Open 2014 wist Wawrinka zowel de als eerste (Rafael Nadal) als de als tweede geplaatste speler (Novak Đoković) te verslaan. Hij was hij de eerste speler in twintig jaar die dit deed tijdens een grandslamtoernooi. Tevens versloeg hij in de halve finale Tomáš Berdych. Wawrinkas overwinning op Nadal in de finale (6-3, 6-2, 3-6, 6-3) betekende zijn eerste eindzege in een grandslamtoernooi. Hij kwam door deze prestatie op de wereldranglijst op nummer drie te staan, zijn hoogste positie ooit. Daarbij werd hij op dat moment de hoogst gerangschikte speler van Zwitserland.

#### 2015
Wawrinka won op Roland Garros 2015 voor de tweede keer in zijn carrière een grandslamtoernooi. In de finale rekende hij net als tijdens het Australian Open 2014 af met de nummer een van de plaatsingslijst, ditmaal Novak Đoković: 4-6, 6-4, 6-3 en 6-4. Net als tijdens het winnen van zijn eerste grandslamtitel versloeg hij ook persoonlijk de als nummer twee geplaatste. Dat was deze keer zijn landgenoot Roger Federer, in de kwartfinale.

#### 2016
Op 11 september 2016 won Wawrinka in New York de US Open-titel. De als derde geplaatste Zwitser rekende in de zeer aantrekkelijke eindstrijd met 6-7, 6-4, 7-5 en 6-3 af met Novak Đoković.

### Davis Cup
Wawrinka speelde in 2004 voor het eerst voor het Zwitserse Davis Cupteam, in een duel tegen Roemenië in de eerste ronde van de Wereldgroep. Hij speelde van 2004 tot en met 2011 elk jaar in de Davis Cup. In totaal speelde hij 24 enkelpartijen, waarvan hij er veertien won, en negen dubbelpartijen, waarvan hij er twee won. In 2014 won hij met Zwitserland de Davis Cup.

## Palmares
| Legenda                       | Legenda               |
| ----------------------------- | --------------------- |
| Grand Slam                    |                       |
| Olympische Spelen             |                       |
| tot 2009                      | vanaf 2009            |
| Tennis Masters Cup            | ATP Finals            |
| ATP Masters Series            | ATP Tour Masters 1000 |
| ATP International Series Gold | ATP Tour 500          |
| ATP International Series      | ATP Tour 250          |

### Enkelspel
| Nr.                  | Datum             | Toernooi            | Ondergrond    | Tegenstander in finale | Score                  |                  |
| -------------------- | ----------------- | ------------------- | ------------- | ---------------------- | ---------------------- | ---------------- |
| gewonnen finales     |                   |                     |               |                        |                        |                  |
| 1.                   | 31 juli 2006      | ATP Umag            | Gravel        | Novak Đoković          | 6-6, opgave            | details          |
| 2.                   | 11 april 2010     | ATP Casablanca      | Gravel        | Victor Hănescu         | 6-2, 6-3               | details          |
| 3.                   | 3 januari 2011    | ATP Chennai (1)     | Hardcourt     | Xavier Malisse         | 7-5, 4-6, 6-1          | details          |
| 4.                   | 5 mei 2013        | ATP Oeiras          | Gravel        | David Ferrer           | 6-1, 6-4               | details          |
| 5.                   | 5 januari 2014    | ATP Chennai (2)     | Hardcourt     | Édouard Roger-Vasselin | 7-5, 6-2               | details          |
| 6.                   | 26 januari 2014   | Australian Open     | Hardcourt     | Rafael Nadal           | 6-3, 6-2, 3-6, 6-3     | details          |
| 7.                   | 20 april 2014     | ATP Monte Carlo     | Gravel        | Roger Federer          | 4-6, 7-6, 6-2          | details          |
| 8.                   | 11 januari 2015   | ATP Chennai (3)     | Hardcourt     | Aljaž Bedene           | 6-3, 6-4               | details          |
| 9.                   | 15 februari 2015  | ATP Rotterdam       | Hardcourt (i) | Tomáš Berdych          | 4-6, 6-3, 6-4          | details          |
| 10.                  | 7 juni 2015       | Roland Garros       | Gravel        | Novak Đoković          | 4-6, 6-4, 6-3, 6-4     | details          |
| 11.                  | 11 oktober 2015   | ATP Tokio           | Hardcourt     | Benoît Paire           | 6-2, 6-4               | details          |
| 12.                  | 10 januari 2016   | ATP Chennai (4)     | Hardcourt     | Borna Ćorić            | 6-3, 7-5               | details          |
| 13.                  | 28 februari 2016  | ATP Dubai           | Hardcourt     | Marcos Baghdatis       | 6-4, 7-6(13)           | details          |
| 14.                  | 21 mei 2016       | ATP Genève (1)      | Gravel        | Marin Čilić            | 6-4, 7-6(11)           | details          |
| 15.                  | 11 september 2016 | US Open             | Hardcourt     | Novak Đoković          | 6-7 (1), 6-4, 7-5, 6-3 | details          |
| 16.                  | 27 mei 2017       | ATP Genève (2)      | Gravel        | Mischa Zverev          | 4-6, 6-3, 6-3          | details          |
| verloren finales     |                   |                     |               |                        |                        |                  |
| 1.                   | 11 juli 2005      | ATP Gstaad          | Gravel        | Gastón Gaudio          | 4-6, 4-6               | details          |
| 2.                   | 23 juli 2007      | ATP Stuttgart       | Gravel        | Rafael Nadal           | 4-6, 5-7               | details          |
| 3.                   | 14 oktober 2007   | ATP Wenen           | Hardcourt (i) | Novak Đoković          | 4-6, 0-6               | details          |
| 4.                   | 5 januari 2008    | ATP Doha            | Hardcourt     | Andy Murray            | 4-6, 6-4, 2-6          | details          |
| 5.                   | 11 mei 2008       | ATP Rome            | Gravel        | Novak Đoković          | 6-4, 3-6, 3-6          | details          |
| 6.                   | 4 januari 2010    | ATP Chennai         | Hardcourt     | Marin Čilić            | 6-7, 6-7               | details          |
| 7.                   | 24 februari 2013  | ATP Buenos Aires    | Gravel        | David Ferrer           | 4-6, 6-3, 1-6          | details          |
| 8.                   | 13 mei 2013       | ATP Madrid          | Gravel        | Rafael Nadal           | 2-6, 4-6               | details          |
| 9.                   | 22 juni 2013      | ATP Rosmalen        | Gras          | Nicolas Mahut          | 3-6, 4-6               | details          |
| 10.                  | 25 september 2016 | ATP Sint-Petersburg | Hardcourt (i) | Alexander Zverev       | 2-6, 6-3, 5-7          | details          |
| 11.                  | 19 maart 2017     | ATP Indian Wells    | Hardcourt     | Roger Federer          | 4-6, 5-7               | details          |
| 12.                  | 11 juni 2017      | Roland Garros       | Gravel        | Rafael Nadal           | 2-6, 3-6, 1-6          | details          |
| 13.                  | 17 februari 2019  | ATP Rotterdam       | Hardcourt (i) | Gaël Monfils           | 3-6, 6-1, 2-6          | details          |
| 14.                  | 20 oktober 2019   | ATP Antwerpen       | Hardcourt (i) | Andy Murray            | 6-3, 4-6, 4-6          | details          |
| 15.                  | 30 juli 2023      | ATP Umag            | Gravel        | Alexei Popyrin         | 7–6(5), 3–6, 4–6       | details          |
| gewonnen challengers |                   |                     |               |                        |                        |                  |
| 1.                   | 11 augustus 2003  | San Benedetto       | Gravel        | Salvador Navarro       | 6-1, 4-6, 6-4          | 6-1, 4-6, 6-4    |
| 2.                   | 18 augustus 2003  | Genève              | Gravel        | Emilio Benfele Alvarez | 6-1, 7-5               | 6-1, 7-5         |
| 3.                   | 19 april 2004     | Barcelona           | Gravel        | Kristof Vliegen        | 6-4, 6-3               | 6-4, 6-3         |
| 4.                   | 16 augustus 2004  | Genève              | Gravel        | Christophe Rochus      | 4-6, 6-4, opgave       | 4-6, 6-4, opgave |
| 5.                   | 8 juni 2009       | Lugano              | Gravel        | Potito Starace         | 7-5, 6-3               | 7-5, 6-3         |
| 6.                   | 7 juni 2010       | Lugano              | Gravel        | Potito Starace         | 6-7(2), 6-2, 6-1       | 6-7(2), 6-2, 6-1 |
| 7.                   | 22 augustus 2020  | Praag               | Gravel        | Aslan Karatsev         | 7-6(2), 6-4            | 7-6(2), 6-4      |

### Dubbelspel
| Nr.                               | Datum            | Toernooi          | Ondergrond | Partner              | Tegenstanders in finale             | Score               |         |
| --------------------------------- | ---------------- | ----------------- | ---------- | -------------------- | ----------------------------------- | ------------------- | ------- |
| gewonnen finales mannendubbelspel |                  |                   |            |                      |                                     |                     |         |
| 1.                                | 16 augustus 2008 | Olympische Spelen | Hardcourt  | Roger Federer        | Simon Aspelin Thomas Johansson      | 6-3, 6-4, 6-7, 6-3  | details |
| 2.                                | 6 januari 2013   | ATP Chennai       | Hardcourt  | Benoît Paire         | Andre Begemann Martin Emmrich       | 6-2, 6-1            | details |
| 3.                                | 23 juli 2023     | ATP Gstaad        | Hardcourt  | Dominic Stricker     | Marcelo Demoliner Matwé Middelkoop  | 7–6(8), 6–2         | details |
| verloren finales mannendubbelspel |                  |                   |            |                      |                                     |                     |         |
| 1.                                | 5 juli 2004      | ATP Gstaad        | Gravel     | Marc Rosset          | Leander Paes David Rikl             | 4-6, 2-6            | details |
| 2.                                | 7 juli 2008      | ATP Gstaad        | Gravel     | Stephane Bohli       | Jaroslav Levinský Filip Polášek     | 6-3, 2-6, [9-11]    | details |
| 3.                                | 5 januari 2009   | ATP Chennai       | Gravel     | Jean-Claude Scherrer | Eric Butorac Rajeev Ram             | 3-6, 4-6            | details |
| 4.                                | 10 maart 2011    | ATP Indian Wells  | Hardcourt  | Roger Federer        | Oleksandr Dolgopolov Xavier Malisse | 4-6, 7-6(5), [7-10] | details |

## Resultaten grote toernooien
| Legenda | Legenda                          |
| ------- | -------------------------------- |
| g.t.    | geen toernooi gehouden           |
| l.c.    | lagere categorie                 |
| –       | niet deelgenomen                 |
| G       | uitgeschakeld in de groepsfase   |
| 1R      | uitgeschakeld in de eerste ronde |
| 2R      | uitgeschakeld in de tweede ronde |
| 3R      | uitgeschakeld in de derde ronde  |
| 4R      | uitgeschakeld in de vierde ronde |
| KF      | uitgeschakeld in de kwartfinale  |
| HF      | uitgeschakeld in de halve finale |
| F       | de finale verloren               |
| W       | het toernooi gewonnen            |
| w-v     | winst/verlies-balans             |

### Enkelspel
| grandslamtoernooien  |      |      |      |      |      |      |      |    |      |      |      |    |      |      |      |      |      |      |      |   |
| Australian Open      | –    | 2R   | 3R   | 2R   | 3R   | 3R   | KF   | 3R | 4R   | W    | HF   | 4R | HF   | 2R   | 2R   | KF   | 2R   | –    | 1R   |   |
| Roland Garros        | 3R   | 1R   | 2R   | 3R   | 3R   | 4R   | 4R   | 4R | KF   | 1R   | W    | HF | F    | 1R   | KF   | 3R   | –    | 2R   | 1R   |   |
| Wimbledon            | 1R   | 3R   | 1R   | 4R   | 4R   | 1R   | 2R   | 1R | 1R   | KF   | KF   | 2R | 1R   | 2R   | 2R   | g.t. | –    | 1R   | 3R   |   |
| US Open              | 3R   | 3R   | 4R   | 4R   | 1R   | KF   | 2R   | 4R | HF   | KF   | HF   | W  | –    | 3R   | KF   | –    | –    | 1R   | 3R   |   |
| ATP Finals           |      |      |      |      |      |      |      |    |      |      |      |    |      |      |      |      |      |      |      |   |
| ATP Finals           | –    | –    | –    | –    | –    | –    | –    | –  | HF   | HF   | HF   | G  | –    | –    | –    | –    | –    | –    | –    |   |
| ATP Masters 1000     |      |      |      |      |      |      |      |    |      |      |      |    |      |      |      |      |      |      |      |   |
| Indian Wells         | –    | 2R   | –    | KF   | 4R   | –    | KF   | 3R | 4R   | 4R   | 2R   | 4R | F    | –    | 3R   | g.t. | –    | –    | 4R   |   |
| Miami                | –    | 2R   | –    | 2R   | 4R   | 3R   | 2R   | –  | –    | 4R   | 3R   | 2R | 4R   | –    | 2R   | g.t. | –    | –    | –    |   |
| Monte Carlo          | –    | 1R   | –    | 1R   | HF   | 3R   | –    | KF | KF   | W    | 3R   | KF | 3R   | –    | 2R   | g.t. | –    | 1R   | 2R   |   |
| Madrid               | l.c. | l.c. | l.c. | l.c. | 3R   | 3R   | 1R   | 3R | F    | 2R   | 3R   | 2R | 2R   | –    | KF   | g.t. | –    | –    | 2R   |   |
| Rome                 | 2R   | 1R   | 1R   | F    | 3R   | KF   | 3R   | 3R | 2R   | 3R   | HF   | 3R | 3R   | 1R   | 1R   | 1R   | –    | 3R   | 2R   |   |
| Montreal/Toronto     | 1R   | –    | 2R   | 3R   | 3R   | 2R   | KF   | –  | 2R   | 3R   | 2R   | HF | –    | 3R   | 2R   | g.t. | –    | 1R   | –    |   |
| Cincinnati           | –    | 3R   | 1R   | –    | 1R   | 2R   | 1R   | HF | 2R   | KF   | KF   | 3R | –    | KF   | 2R   | –    | –    | 1R   | 3R   |   |
| Shanghai             | l.c. | l.c. | l.c. | l.c. | 3R   | 2R   | 3R   | 3R | KF   | 3R   | 2R   | 3R | –    | 1R   | –    | g.t. | g.t. | g.t. | 1R   |   |
| Parijs               | 2R   | 2R   | 3R   | 2R   | 1R   | 3R   | 1R   | 3R | KF   | 3R   | HF   | 2R | –    | –    | 3R   | KF   | –    | 1R   | 1R   |   |
| Olympische Spelen    |      |      |      |      |      |      |      |    |      |      |      |    |      |      |      |      |      |      |      |   |
| Olympische Spelen    | g.t. | g.t. | g.t. | 2R   | g.t. | g.t. | g.t. | 1R | g.t. | g.t. | g.t. | –  | g.t. | g.t. | g.t. | g.t. | –    | g.t. | g.t. |   |
| statistieken         |      |      |      |      |      |      |      |    |      |      |      |    |      |      |      |      |      |      |      |   |
| totaal aantal titels | 0    | 1    | 0    | 0    | 0    | 1    | 1    | 0  | 1    | 3    | 4    | 4  | 1    | 0    | 0    | 0    | 0    | 0    | 0    | 0 |
| eindejaarsranking    | 55   | 30   | 36   | 13   | 21   | 21   | 17   | 17 | 8    | 4    | 4    | 4  | 9    | 66   | 16   | 18   | 82   | 151  | 49   |   |

### Dubbelspel
| grandslamtoernooien  |      |      |      |      |      |      |      |     |      |      |      |     |      |      |      |      |      |      |      |   |
| Australian Open      | –    | KF   | –    | –    | –    | –    | –    | –   | –    | –    | –    | –   | –    | –    | –    | –    | –    | –    | –    |   |
| Roland Garros        | –    | KF   | –    | –    | –    | –    | –    | –   | –    | –    | –    | –   | –    | –    | –    | –    | –    | –    | –    |   |
| Wimbledon            | –    | 1R   | –    | –    | –    | –    | –    | –   | –    | –    | –    | –   | –    | –    | –    | g.t. | –    | –    | –    |   |
| US Open              | 1R   | –    | –    | –    | –    | –    | –    | –   | –    | –    | –    | –   | –    | –    | –    | –    | –    | –    | –    |   |
| ATP Masters 1000     |      |      |      |      |      |      |      |     |      |      |      |     |      |      |      |      |      |      |      |   |
| Indian Wells         | –    | 1R   | –    | 1R   | HF   | –    | –    | –   | 1R   | HF   | 1R   | –   | 1R   | –    | 2R   | g.t. | –    | –    | 2R   |   |
| Miami                | –    | –    | –    | –    | –    | –    | –    | –   | –    | –    | –    | –   | –    | –    | –    | g.t. | –    | –    | –    |   |
| Monte Carlo          | –    | –    | –    | –    | 2R   | 1R   | –    | KF  | 1R   | –    | KF   | –   | 2R   | –    | 1R   | g.t. | –    | 1R   | 1R   |   |
| Madrid               | l.c. | l.c. | l.c. | l.c. | –    | –    | –    | –   | –    | –    | –    | –   | –    | –    | –    | g.t. | –    | –    | –    |   |
| Rome                 | –    | –    | 1R   | 1R   | –    | 1R   | 1R   | –   | –    | –    | –    | –   | –    | –    | –    | –    | –    | –    | –    |   |
| Montreal/Toronto     | –    | –    | –    | 2R   | 1R   | –    | KF   | –   | 1R   | 2R   | –    | 2R  | –    | –    | KF   | g.t. | –    | 1R   | –    |   |
| Cincinnati           | –    | –    | –    | –    | –    | –    | –    | 2R  | 1R   | –    | KF   | 1R  | –    | –    | –    | –    | –    | 1R   | –    |   |
| Shanghai             | l.c. | l.c. | l.c. | l.c. | –    | –    | –    | –   | –    | –    | –    | –   | –    | –    | –    | g.t. | g.t. | g.t. | –    |   |
| Parijs               | –    | –    | –    | –    | –    | –    | –    | 1R  | –    | KF   | –    | –   | –    | –    | –    | –    | –    | –    | –    |   |
| olympisch            |      |      |      |      |      |      |      |     |      |      |      |     |      |      |      |      |      |      |      |   |
| Olympische Spelen    | g.t. | g.t. | g.t. | W    | g.t. | g.t. | g.t. | 2R  | g.t. | g.t. | g.t. | –   | g.t. | g.t. | g.t. | g.t. | –    | g.t. | g.t. |   |
| Statistieken         |      |      |      |      |      |      |      |     |      |      |      |     |      |      |      |      |      |      |      |   |
| Totaal aantal titels | 0    | 0    | 0    | 1    | 0    | 0    | 0    | 0   | 0    | 0    | 0    | 0   | 0    | 0    | 0    | 0    | 0    | 0    | 1    | 0 |
| Eindejaarsranking    | 831  | 90   | 438  | 234  | 306  | 100  | 384  | 101 | 201  | 175  | 96   | 183 | —    | —    | 290  | 280  | 529  | 1081 | 205  |   |